# Il signor Max
Il signor Max è un film del 1937 diretto da Mario Camerini.

## Trama

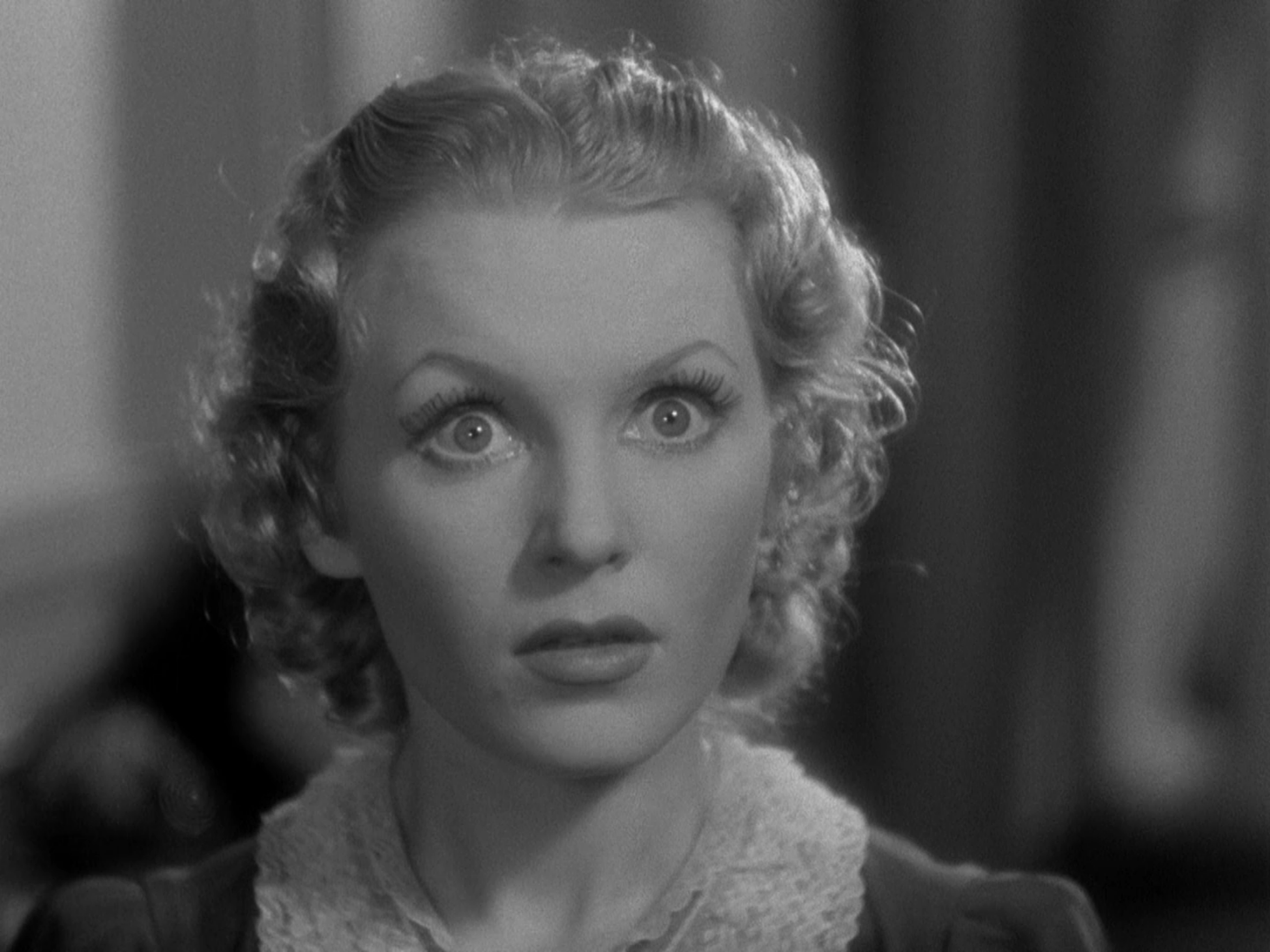
Assia Noris in una scena

Gianni ha dovuto interrompere gli studi liceali per ereditare il commercio paterno che consiste nella gestione di una edicola di giornali in via Veneto a Roma. L'edicola è redditizia e il giovane si può permettere ogni anno un bel viaggetto.
Preso com'è dal fascino del mondo aristocratico, approfitta del biglietto gratuito di prima classe su di un piroscafo che un suo compagno di scuola gli procura e passa un periodo a bordo, in compagnia di alcuni rappresentanti del bel mondo.
Possiede una macchina fotografica, contenuta in un astuccio con il nome Max Varaldo, e viene così scambiato anche lui per un nobile, potendo intrecciare diverse relazioni, tra le quali non mancano quelle di carattere sentimentale con la sofisticata donna Paola.
Lauretta, dama di compagnia della signora e istitutrice della sorella minore, si innamora del giovane giornalaio tanto somigliante all'aristocratico Max. Questa somiglianza la insospettisce un po', ma Gianni, con vari trucchi riesce a fugare i dubbi. Terminati i soldi, abbandona quella breve parentesi di vita dorata e ritorna all'edicola. Viene riconosciuto dalla cameriera della dama e, per rintracciarla, inizia una doppia vita: da una parte il giornalaio che corteggia la cameriera, e dall'altra il giovane mondano che spasima per la signora.
Viene così a constatare come questo gran mondo non sia adatto ai suoi gusti e, finalmente, si accorge dell'affetto sincero della fanciulla. Fa scomparire il giovane mondano per ritornare il buon ragazzo lavoratore e sposa la graziosa ex cameriera la quale, nel frattempo, si è licenziata.

## Produzione
Il film è stato girato negli stabilimenti di Cinecittà.

## Accoglienza

### Critica
(Filippo Sacchi, Corriere della Sera, 30 agosto 1937)
(Mario Gromo, La Stampa, 23 novembre 1937)
(Sandro De Feo, Il Messaggero, 2 settembre 1937)

## Riconoscimenti
- 1937 - Mostra internazionale d'arte cinematografica
  - Premio Coppa del Ministero della Cultura Popolare per la migliore regia italiana

## Remake
Nel 1957 fu realizzato un primo remake della pellicola per la regia di Giorgio Bianchi dal titolo Il conte Max, con Alberto Sordi nel ruolo qui ricoperto da Vittorio De Sica, mentre nel 1991 Christian De Sica, figlio di Vittorio, diresse e recitò un secondo rifacimento del film con lo stesso titolo della versione del '57.